# Шимніку-де-Сус (комуна)
Шимніку-де-Сус (рум. Șimnicu de Sus) — комуна у повіті Долж в Румунії. До складу комуни входять такі села (дані про населення за 2002 рік):
- Ізвор (482 особи)
- Албешть (677 осіб)
- Делень (141 особа)
- Дудовічешть (434 особи)
- Дуцулешть (256 осіб)
- Жієнь (42 особи)
- Корнету (574 особи)
- Лешиле (391 особа)
- Мілешть (642 особи)
- Роминешть (180 осіб)
- Флорешть (397 осіб)
- Шимніку-де-Сус (209 осіб)

Комуна розташована на відстані 182 км на захід від Бухареста, 7 км на північ від Крайови.

## Населення
За даними перепису населення 2002 року у комуні проживали 4425 осіб.
Національний склад населення комуни:
| Національність | Кількість осіб | Відсоток |
| -------------- | -------------- | -------- |
| румуни         | 4407           | 99,6%    |
| цигани         | 18             | 0,4%     |

Рідною мовою назвали:
| Мова      | Кількість осіб | Відсоток |
| --------- | -------------- | -------- |
| румунська | 4407           | 99,6%    |
| циганська | 18             | 0,4%     |

Склад населення комуни за віросповіданням:
| Релігія       | Кількість осіб | Відсоток |
| ------------- | -------------- | -------- |
| православні   | 4382           | 99,0%    |
| п'ятдесятники | 17             | 0,4%     |
| адвентисти    | 10             | 0,2%     |
| римо-католики | 8              | 0,2%     |
| баптисти      | 1              | < 0,1%   |
| бретрени      | 1              | < 0,1%   |
| атеїсти       | 1              | < 0,1%   |